# 유니탑 에어
유니탑 에어(영어: Uni-Top Airlines Co. Ltd.)은 중화인민공화국의 없어진 화물 항공사다. 총 3개 노선을 취항하고 있었다. 본사는 중화인민공화국 우한시에 위치해 있으며 2009년에 설립 했으며 2011년에 최초로 취항했다. 또한 사용하고 있는 허브 공항으로 우한 톈허 국제공항이 있다.

## 운항 노선
- 방글라데시
  - 다카 - 샤잘랄 국제공항[2]
- 벨기에
  - 리에주 - 리에주 공항[3]
- 인도
  - 첸나이 - 첸나이 국제공항
  - 델리 - 인디라 간디 국제공항
  - 콜카타 - 네타지 수바스 찬드라 보스 국제공항[4]
  - 뭄바이 - 차트라파티 시바지 마하라지 국제공항
  - 뱅갈로르 - 켐페고우다 국제공항
- 룩셈부르크
  - 룩셈부르크 - 룩셈부르크 공항[5]
- 말레이시아
  - 쿠알라룸푸르 - 쿠알라룸푸르 국제공항[6]
- 아랍에미리트
  - 두바이 - 알막툼 국제공항

2015년 7월 5일, 유니탑 에어의 747-200F (B-2462)로 황(Hwange)국립공원에서 포획된 코끼리와 송아지 24마리를 하라레 국제공항에서 광저우 바이윈 국제공항까지 비행을 한 뒤 키멜롱 사파리 공원으로 이송되었다.

## 보유 기종
- 2019년 8월 기준으로 다음과 같이 보유하고 있으며 평균 기령은 24.6년이다.[7][8]